# Phyllostylon orthopterum
Phyllostylon orthopterum es una especie de planta en la familia Ulmaceae. Es endémica de Bolivia. Está amenazada por pérdida de hábitat. 

## Fuente
- Prado, D. 1998. Phyllostylon orthopterum. 2006 IUCN Lista Roja de Especies Amenazadas. 23 de agosto de 2007